# Arturo Llorens Opisso
Arturo Llorens Opisso (1909-1968) fue un periodista y escritor español.

## Biografía
Nacido el 7 de julio de 1909, era nieto de Alfredo Opisso e hijo de Regina Opisso. Fue autor de guías turísticas y colaborador en la prensa periódica, en publicaciones como El Matí, Actualidad Española, La Vanguardia y Destino. Llorens, que usó el seudónimo «Arturo Llopis», falleció en junio de 1968. Había sido galardonado en 1966 con el Premio Ciudad de Barcelona de Periodismo.